# Alan Rowland Chisholm
Alan Rowland Chisholm  (* 6. November 1888 in Bathurst (New South Wales); † 10. September  1981 in Melbourne) war ein australischer Romanist und Literaturwissenschaftler.

## Leben und Werk
Chisholm studierte in Sydney und ab 1912 in Berlin, Paris und Leipzig. Von 1915 bis 1918 tat er Kriegsdienst an der französischen Front und von 1921 bis 1956 war er Professor für Französisch an der University of Melbourne. Zu seinen Schülern gehörte Lloyd James Austin. Chisholm forschte, wie später Austin, über Stéphane Mallarmé, auf den er von Christopher Brennan aufmerksam gemacht worden war.

## Werke
- The art of Arthur Rimbaud, Melbourne 1930
- (Hrsg.) Chateaubriand, Atala, London 1932
- (Hrsg.) Gautier, Le capitaine Fracasse, London 1932
- Towards Hérodiade. A literary genealogy, Melbourne 1934, New York 1979
- An approach to M. Valery's "Jeune Parque", Melbourne 1938
- (Hrsg. mit John G. Stanbury)  Light out of France. French contributions to civilization, London 1951
- (Hrsg.) Thirty French poems with comments, Sydney 1957
- Mallarmé's l'après-midi d'un faune. An exegetical and critical study, Melbourne 1958  (französisch: Brüssel 1974)
- Mallarmé's Grand Oeuvre, Manchester 1962
- (Hrsg. mit J. J. Quinn) The Verse of Christopher Brennan, London 1963
- (Hrsg.) Selected poems of Christopher Brennan, Sydney 1966
- (Hrsg.) Paul Valéry, Aliquot Carmina, Cremona 1969 (Poetarium vicesimi saeculi scripta, 3)
- Study of Christopher Brennan's The Forest Of Night, Melbourne 1970, 1973
- (Hrsg.) The Poems of Shaw Neilson, Sydney 1973